# ジャック・プロ
ジャック・プロ（Jacques Prost、1946年1月21日 ブール＝カン＝ブレス - ）はフランスの物理学者。パリ高等物理化学学校(fr:École supérieure de physique et de chimie industrielles de la ville de Paris)学長、キュリー研究所 (パリ)研究員。科学アカデミー (フランス)会員。

## 概要
高等師範学校リヨン校(fr:École normale supérieure de Lyon)（元高等師範学校サン＝クルー校(École normale supérieure de Saint-Cloud)）卒業（1965年）。ハーバード大学で学ぶ。
ピエール＝ジル・ド・ジェンヌ主導のもと、パリ市立工業物理化学高等専門大学に"Theoretical Physico-Chemistry" Groupを設立。自身のグループでは結晶やソフトマターについて研究する。
1996年キュリー研究所に物理化学部門 "Physical Chemistry Curie" をド・ジェンヌと供に設立。
1990年から1999年までエルフ・アキテーヌの科学顧問を務める。2003年以降、ド・ジェンヌの後任としてパリ高等物理化学学校学長の地位にある。
2007年以降、フランス科学アカデミー会員。

## 著書
- The Physics of Liquid Crystals (Monographs on Physics)

Oxford University Press, 1974年6月13日.
「液晶の物理学」